# Archaeopriapulida
Archaeopriapulida (лат.) — группа приапулид, известная из лагерштеттов кембрийского периода. Родственны современным приапулидам и похожи на них. Группа может быть моно- или полифилетическим таксоном. Несмотря на заметное морфологическое сходство со своими современными собратьями, Archaeopriapulida не входят в краун-группу приапулид, которая в летописи окаменелостей достоверно не представлена до каменноугольного периода. Помимо хорошо сохранившихся окаменелостей тел остатки нескольких таксонов Archaeopriapulida представлены в основном в виде органических микрофоссилий, таких как отдельные чешуйки и глоточные зубы. Вероятно, являются близкими родственниками или парафилетической группой по отношению к Palaeoscolecida; связи между этими базальными червями до сих пор неясны.

## Видовой состав
Представители группы:
- Род Acosmia Chen & Zhoi 1997 (чэнцзянские отложения)
  - Acosmia maotiania Chen & Zhoi 1997
- Род Archotuba Hou et al. 1999 (вероятно, книдария) (чэнцзянские отложения)[10]
  - Archotuba conoidalis Hou et al. 1999
- Род Baltiscalida Slater et al. 2017
  - Baltiscalida njorda Slater et al. 2017
- Род Eopriapulites Liu & al 2014[11]
  - Eopriapulites sphinx Liu & al 2014
- Род Eximipriapulus Ma et al. 2014 (чэнцзянские отложения)[12]
  - Eximipriapulus globocaudatus Ma et al. 2014
- Род Lagenula Luo & Hu 1999 nomen dubium (чэнцзянские отложения)[4]
  - Lagenula striolata Luo & Hu 1999 nomen dubium
- Род Laojieella Han et al. 2006 (чэнцзянские отложения)[13]
  - Laojieella thecata Han et al. 2006
- Род Lecythioscopa Conway Morris 1977 (сланцы Бёрджес)
  - Lecythioscopa simplex (Walcott 1931) Conway Morris 1977 [Canadia simplex Walcott 1931]
- Род Oligonodus Luo & Hu 1999 nomen dubium (чэнцзянские отложения)[4]
  - Oligonodus specialis Luo & Hu 1999 nomen dubium
- Род Omnidens? Hou & al 2006 (чэнцзянские отложения)
  - Omnidens amplus Hou & al 2006
- Род Sandaokania Luo & Hu 1999 nomen dubium (чэнцзянские отложения)[4]
  - Sandaokania latinodosa Luo & Hu 1999 nomen dubium
- Род Singuuriqia Peel 2017 (Sirius Passet)[14]
  - Singuuriqia simoni Peel 2017
- Род Sullulika Peel & Willman, 2018[15]
  - Sullulika broenlundi Peel & Willman, 2018
- Род Xishania Hong 1981
  - Xishania fusiformis Hong 1981
  - Xishania jiangxiensis Hong 1988
- Род Paratubiluchus Han, Shu, Zhang et Liu, 2004 (чэнцзянские отложения)
  - Paratubiluchus bicaudatus Han, Shu, Zhang et Liu, 2004
- Род Xiaoheiqingella Hu 2002
  - Xiaoheiqingella peculiaris Hu 2002 [Yunnanpriapulus halteroformis Huang et al. 2004[16]][17] (чэнцзянские отложения)
- Род Priapulites Schram 1973 (Мазон-крик)
  - Priapulites konecniorum Schram 1973
- Семейство Palaeopriapulitidae Hou et al. 1999
  - Род Sicyophorus Luo & Hu 1999 (чэнцзянские отложения)[4]
    - Sicyophorus rara Luo & Hu 1999
    - Sicyophorus sp.[18]

  - Род Paraselkirkia Luo & Hu 1999[19]
    - Paraselkirkia sinica (Luo & Hu 1999) Luo & Hu 1999
- Семейство Selkirkiidae Conway Morris 1977 (стем-Palaeoscolecida)[20]
  - Род Selkirkia Walcott 1911
    - Selkirkia elongata Luo & Hu 1999 (чэнцзянские отложения)
    - Selkirkia columbia Walcott 1911 (сланцы Бёрджес)
    - Selkirkia pennsylvanica Resser & Howell 1938
    - Selkirkia spencei Resser 1939
    - Selkirkia willoughbyi Conway Morris & Robison 1986
- Отряд Ancalagonida Adrianov & Malakhov 1995 (стем-Scalidophora)[20]
  - Семейство Ancalagonidae Conway Morris 1977
    - Род Ancalagon (Walcott 1911) Conway Morris 1977 (сланцы Бёрджес)
      - Ancalagon minor (Walcott 1911) Conway Morris 1977

  - Семейство Fieldiidae Conway Morris 1977
    - Род Fieldia Walcott 1912 (сланцы Бёрджес)
      - Fieldia lanceolata Walcott 1912

  - Род Scolecofurca Conway Morris 1977 (сланцы Бёрджес)
    - Scolecofurca rara Conway Morris 1977

  - Семейство Ottoiidae Walcott 1911
    - Род Ottoia Walcott 1911
      - Ottoia cylindrica Sun & Hou 1987
      - Ottoia guizhouenis Yang, Zhao & Zhang 2016 
      - Ottoia prolifica Walcott 1911 (сланцы Бёрджес)
      - Ottoia tenuis Walcott 1911
      - Ottoia tricuspida Smith, Harvey & Butterfield 2015

  - Семейство Corynetidae Huang, Vannier & Chen 2004
    - Род Corynetis Luo & Hu 1999
      - Corynetis brevis Luo & Hu 1999 [Anningvermis multispinosus Huang et al. 2004[4]) (чэнцзянские отложения)[12]
      - Corynetis fortis Hu et al. 2012[21] (чэнцзянские отложения)
      - Corynetis pusillus Klug 1842

  - Семейство Miskoiidae Walcott 1911
    - Род Louisella Conway Morris 1977 (сланцы Бёрджес)
      - Louisella pedunculata (Walcott 1911) Conway Morris 1977

    - Род Miskoia Walcott 1911
      - Miskoia placida Walcott 1931
      - Miskoia preciosa Walcott 1911